# Arden of Faversham
Arden of Faversham (grafia originale: Arden of Feversham) è un dramma elisabettiano. Entrò nel Registro della Stationers Company il 3 aprile del 1592, e fu stampata più tardi quello stesso anno da Edward White. Tratta dell'assassinio di un certo Thomas Arden da parte di sua moglie in combutta con il suo amante, con la conseguente scoperta e punizione del crimine. Il dramma è notevole come forse uno dei primi esempi sopravvissuti della tragedia domestica, una forma di dramma del Rinascimento che porta sulla scena crimini recenti e locali piuttosto che lontani eventi storici. L'autore è sconosciuto; alcuni credono, con scarsa evidenza, che si trattasse di William Shakespeare.

## Fatti reali
La storia venne conosciuta dai lettori elisabettiani molto probabilmente attraverso il resoconto delle cronache di Raphael Holinshed, anche se un omicidio così recente e conosciuto potrebbe anche essere rimasto vivo anche nella memoria di qualche anonimo drammaturgo.
Thomas Arden, o Arderne, era un uomo d'affari di successo che visse all'inizio del periodo dei Tudor. Nato nel 1508, probabilmente a Norwich, Arden trae profitto dai tumulti causati dalla Riforma inglese per fare la sua fortuna, commerciando con le precedenti proprietà monastiche espropriate da Enrico VIII nel 1538. Infatti, la casa in cui fu assassinato (che si trova ancora a Faversham) fu quella che era stata una locanda dell'abbazia benedettina di Faversham, nei pressi della città. Sua moglie Alice ha un amante, un uomo di basso status sociale chiamato Mosby; i due, insieme, tramano l'assassinio del coniuge.
Dopo molti pasticciati attentati alla sua vita, due ex-soldati provenienti dall'ex-dominio inglese di Calais, conosciuti come Black Will and Loosebag (chiamato Shakebag nel dramma) furono assoldati. Arden fu ucciso nella sua casa il 14 febbraio del 1551, e il suo corpo venne lasciato fuori in un campo durante una tempesta di neve, nella speranza che l'accusa fosse caduta su qualche viandante che fosse venuto a Faversham per la festa di san Valentino. La caduta di neve smise presto, prima che le tracce degli assassini fossero coperte, e queste portarono proprio sino alla casa, dove furono trovati strofinacci e paglia impregnati di sangue.
Gli assassini confessarono subito; Alice e Mosby furono portati davanti al tribunale e dichiarati colpevoli del delitto; lui fu impiccato e lei bruciata sul rogo. Black Will potrebbe anche essere stato mandato al rogo dopo che ebbe abbandonato le Fiandre. I registri di stato inglesi riportano che la sua condanna ebbe esecuzione nelle Fiandre, mentre i registri fiamminghi riportano che lui fu estradato in Inghilterra. Loosebag fuggì e non si seppe più nulla di lui. Altri cospiratori furono impiccati. Uno di essi - George Bradshaw, il quale fu dichiarato colpevole a causa di un oscuro passo incluso in una lettera sigillata che egli avrebbe recapitato - fu ingiustamente condannato e in seguito assolto.

## Trama
L'opera teatrale è abbastanza aderente al resoconto della cronaca di Holinshed, non solo nella sequenza dei eventi portanti all'assassinio e al processo, ma anche nelle insolite complesse tematiche dell'evento. Dalla prima scena, Arden è marcatamente un personaggio ambiguo; viene mostrato come un essere intemperante, dispotico, e disonesto, avendo al riguardo sottratto un pezzo di terra da un certo cittadino chiamato Greene. Questi tratti caratterizzanti non mutano, naturalmente, l'intento di base del dramma, proposto nel titolo della pagina, mostrare "la grande malizia e la dissimulazione di una donna malvagia, l'insaziabile desiderio della sua sporca lussuria, e la fine vergognosa di tutti gli assassini"; essi, comunque, rivelano un'abilità nel creare personaggi complessi innegabilmente al di sopra della norma adottata dagli anonimi drammaturghi elisabettiani. Una analoga complessità si riscontra sulle scene del crimine, combinando una genuina tensione come per esempio negli attentati dei sicari quando incontrano Arden in una notte nebbiosa, e tratti grottescamenti ironici, per la loro incapacità a compiere l'esecuzione per la quale sono stati assoldati.

### Personaggi principali
- Thomas Arden: Thomas Arden, uomo che si è fatto da sé, egli è formalmente il sindaco di Faversham e designato come sovrintendente del Re per gli affari di import-export. Arden fa il suo testamento nel dicembre prima della sua morte.
- Alice Arden: Moglie di Thomas Arden. Alice complotta insieme al suo amante Mosby per uccidere Arden. Alice è mostrata come colei che crede che l'amore trascenda la classe sociale.
- Mosby: Amante di Alice e fratello di Susanna, serva di Alice.
- Black Will e Shakebag sono assassini assoldati. Nell'opera teatrale la coppia fallisce numerose volte nel loro intento omicida. Shakebag viene caratterizzato come il più diabolico dei due.

## Testo, storia e paternità
L'opera teatrale fu stampata anonimamente in tre edizioni, formato in quarto, durante il periodo, 1592 (Q1), 1599 (Q2), e 1633 (Q3). L'ultima pubblicazione avvenne nello stesso anno quando apparve una ballata-manifesto scritta dal punto di vista di Alice. Il titolo della pagina non indica l'esecuzione o la compagnia. Comunque, il dramma non fu mai del tutto dimenticato. Per più di tre secoli; esso fu interpretato in un adattamento fatto da George Lillo; l'originale fu di nuovo messo in scena nel 1921, e da allora ha avuto intermittenti rivisitazioni. Fu adattato ad un balletto al Sadler's Wells nel 1799, e in un'opera, Arden Must Die (Arden deve morire), da Alexander Goehr, nel 1967.
La questione dell'autorialità del testo è stata analizzata a lungo, ma senza una conclusione decisiva. L'asserzione che Shakespeare scrisse il dramma fu per la prima volta fatta nel 1770 da l'antiquario di Faversham Edward Jacob. Anche altri hanno avvalorato questa tesi, per esempio Algernon Swinburne, George Saintsbury, e i critici del XIX secolo Charles Knight e Nicolaus Delius. Queste asserzioni potrebbero essere rigettate come impressionistiche, sebbene non sia del tutto escluso che Shakespeare avesse potuto dare una mano in certe scene.
Ci sono due relazioni circostanziali riguardo a Shakespeare che accennano al suo coinvolgimento sia come attore che come scrittore. Primariamente, gli attori di Lord Chamberlain, la compagnia con la quale Shakespeare recitò, la mise in scena almeno una volta. Viene considerato il fatto che Shakespeare avrebbe potuto avere la parte di Shakebag, il quale, atipicamente per un furfante, spesso parla in versi piuttosto che in prosa. Secondariamente, l'editore dell'opera teatrale, Edward White, pubblicò anche una edizione di Titus Andronicus.
C'è qualche attestazione convalidante il fatto che Shakespeare, da giovane, fosse stato membro del gruppo di attori girovaghi che si esibivano a Faversham; se così, egli quasi certamente avrebbe avuto occasione di sapere qualcosa riguardo all'assassinio dalla gente locale. C'è anche la coincidenza del fatto che la madre di Shakespeare fosse chiamata Mary Arden; sebbene non relazionata all'assassinato Arden, questa comunità potrebbe avere indotto Shakespeare ad interessarsi della storia. (Proprio come egli scelse di ambientare As You Like It (Come vi piace) nella Foresta di Arden.)
Anche Christopher Marlowe è stato tratto in ballo; le forti emozioni che caratterizzano i personaggi e la carenza di una molto marcata moralità nel protagonista sono certamente in linea con la prassi scenica di Marlowe. Inoltre, Marlowe era nato nei pressi di Canterbury ed è verosimile che fosse venuto a conoscenza della zona in cui venne a caratterizzarsi il dramma. Un altro candidato, favorito dai critici F. G. Fleay, Charles Crawford e H. Dugdale Sykes, è Thomas Kyd, il quale a quei tempi divise le stanze con Marlowe. Ad ogni modo, senza ulteriori precisazioni delle fonti storiche che si posseggono attualmente, tutte le attribuzioni sono confinate alla mera speculazione.
Nel 2006 una nuova analisi e comparazione computerizzata del dramma con l'opera di Shakespeare fatta da Arthur Kinney, del Massachusetts Center for Renaissance Studies dell'Università del Massachusetts degli Stati Uniti, e Hugh Craig, direttore del Centre for Linguistic Stylistics dell'Università di Newcastle in Australia, trovarono che la frequenza delle parole e altre tipiche scelte del vocabolario erano conformi con questo dramma. Comunque, nel 2008, Brian Vickers riferì ne The Times Literary Supplement che la sua analisi computerizzata, basata su ricorrenti collocazioni, indica Thomas Kyd come il probabile autore.

## Moderne interpretazioni
L'opera teatrale fu interpretata dal Theatre Workshop di Joan Littlewood al Festival Internazionale del teatro di Parigi, nel 1955. Nell'estate del 2001, il dramma fu interpretato per una intera stagione nel giardino della casa di Arden a Faversham, la scena del delitto. In Italia Carmelo Bene ne diede una originale interpretazione nel film Capricci del 1969.